# Mats Rudal
Mats Ola Rudal, född 28 februari 1963 i Östersund, är en svensk skådespelare och polis.
Han har varit verksam vid bland annat Malmö stadsteater, Stockholms stadsteater och Helsingborgs stadsteater.

## Teater

### Roller (ej komplett)
| År   | Roll                   | Produktion                                                       | Regi              | Teater                   |
| ---- | ---------------------- | ---------------------------------------------------------------- | ----------------- | ------------------------ |
| 1990 |                        | Ett dårhus i Goa (A Madhouse in Goa) Martin Sherman              | Göran Stangertz   | Malmö stadsteater        |
| 1992 | Alain                  | Hustruskolan (L'école des femmes) Molière                        | Hans Polster      | Helsingborgs stadsteater |
| 1992 | Ezekiel Cheever        | Häxjakten (The Crucible) Arthur Miller                           | Håkan Lindhé      | Helsingborgs stadsteater |
| 1993 | Bassanio               | Köpmannen i Venedig (The Merchant of Venice) William Shakespeare | Göran Stangertz   | Helsingborgs stadsteater |
| 1993 | Jean                   | Jo, det gällde annonsen (La bonne adresse) Marc Camoletti        | Arne Strömgren    | Helsingborgs stadsteater |
| 1993 | Sammy                  | Blodsbröder (Blood Brothers) Willy Russell                       | Ronny Danielsson  | Helsingborgs stadsteater |
| 1993 | Harold Mitchell        | Linje Lusta (A Streetcar Named Desire) Tennessee Williams        | Håkan Lindhé      | Helsingborgs stadsteater |
| 1994 |                        | De sista (Последние, Posledniye) Maksim Gorkij                   | Ronnie Hallgren   | Helsingborgs stadsteater |
| 1995 |                        | Första steget (Shattered Secrets) Libbe S.Halevy                 | Göran Stangertz   | Helsingborgs stadsteater |
| 1995 | Svanen                 | Svanen (The Swan) Elizabeth Egloff                               | Thomas Müller     | Helsingborgs stadsteater |
| 1996 |                        | Blod Lars Norén                                                  | Göran Stangertz   | Malmö stadsteater        |
| 2000 | Timo Dante Nigel Ollie | Sårskorpor Maria Blom                                            | Maria Blom        | Stockholms stadsteater   |
| 2004 | Jean                   | Fröken Julie August Strindberg                                   | Göran Stangertz   | Helsingborgs stadsteater |
| 2005 | Max                    | Bent Martin Sherman                                              | Solbjørg Højfeldt | Helsingborgs stadsteater |
| 2005 | Prästen Kurt           | Jordpojken Gunilla Boëthius                                      | Fransesca Quartey | Helsingborgs stadsteater |
| 2006 | Lennie                 | Möss och människor (Of Mice and Men) John Steinbeck              | Michael Cocke     | Helsingborgs stadsteater |

## Filmografi (urval)
- 1996 – Anna Holt (TV-serie)
- 1997 – Snoken (TV-serie)
- 1997 – Skilda världar (TV-serie)
- 1997 – Nattbuss 807
- 1998 – S:t Mikael (TV-serie)
- 1999 – Sjön
- 2000 – Sleepwalker
- 2001 – Beck – Kartellen
- 2002 – Cleo (TV-serie)
- 2006 – Wallander – Luftslottet
- 2007 – Nina Frisk
- 2010 – Fired
- 2012 – Mörkt vatten
- 2012 – Morden i Sandhamn (TV-serie)
- 2016 – Finaste Familjen (TV-serie)